# 케이트 캡쇼
캐슬린 수 스필버그(Kathleen Sue Spielberg, 결혼 전 성: 네일; Nail, 1953년 11월 3일 ~)는 케이트 캡쇼(영어: Kate Capshaw)라는 예명으로 알려진 은퇴한 미국의 배우이자 화가이다. 후에 남편이 된 스티븐 스필버그가 연출한 《인디아나 존스: 마궁의 사원》(1984년)에서 미국인 나이트클럽 가수이자 공연자인 윌리 스콧 역을 맡아 가장 잘 알려져 있다. 이후 그는 《드림스케이프》(1984년), 《파워》(1986년), 《스페이스 캠프》(1986년), 《블랙 레인》(1989년), 《러브 어페어》(1994년), 《함정》(1995년), 《더 러브 레터》(1999년) 등에 주연으로 출연했다. 그가 그린 초상화 작품은 스미스소니언 국립 초상화 갤러리에 전시된 바 있다.

## 출연 작품
- 인디아나 존스: 미궁의 사원